# Michael Rüdiger (Manager)
Michael Martin Rüdiger (* 4. April 1964) ist ein deutscher Manager. Er ist als selbständiger Unternehmensberater tätig. Seit Juli 2020 ist Rüdiger Aufsichtsratsvorsitzender der BlackRock Asset Management Deutschland AG. Davor war er von November 2012 bis Ende 2019 Vorstandsvorsitzender der DekaBank Deutsche Girozentrale.

## Leben
Michael Rüdiger begann seine Berufslaufbahn mit einer Banklehre bei der Raiffeisenbank Kurhessen in Kassel. Anschließend studierte er Betriebswirtschaftslehre an der Justus-Liebig-Universität in Gießen. Im Anschluss daran absolvierte er ein Trainee-Programm bei Hoffmann-La Roche in Basel.
Von 1991 bis 1996 arbeitete er im Risikomanagement der damaligen Schweizerischen Kreditanstalt in Zürich. Im Jahr 1996 wurde er zum Vorstandsmitglied der Schweizerischen Bankgesellschaft (Deutschland) in Frankfurt berufen, der heutigen UBS. Von 1998 bis 2000 war er Geschäftsführer der Allianz Asset Management. Ab Ende 2000 leitete er als Chief Executive Officer (CEO) das Deutschlandgeschäft der Credit Suisse, ab März 2008 wurde er zum CEO von Credit Suisse in Zentraleuropa ernannt.
Ab November 2012 wurde er zum Vorstandsvorsitzenden der DekaBank Deutsche Girozentrale bestellt. Unter der Leitung von Rüdiger ging der strategische Ausbau des Fondsanbieters zum zentralen Wertpapierhaus innerhalb der Sparkassen-Finanzgruppe einher. Ende 2019 schied er bei der Deka aus.
Rüdiger wirkt aktuell als Aufsichts- und Stiftungsrat sowie als Strategieberater. Ab Juli 2020 wurde Rüdiger als Nachfolger von Friedrich Merz zum Aufsichtsratsvorsitzenden für den Vermögensverwalter BlackRock in Deutschland berufen. Seit 2013 ist er Aufsichtsrat der Evonik Industries AG, wo er den Finanz- und Investitionsausschuss leitet. Im Dezember 2019 wurde Rüdiger zum Mitglied des Stiftungsrats der Deutschen Krebshilfe gewählt, Stand 2025 ist er Stiftungsratsvorsitzender. Seit Mai 2020 gehört Rüdiger dem Aufsichtsrat der Deutsche Börse AG an.
In seiner Zeit als CEO der Deka-Gruppe gehörte Rüdiger auch dem Vorstand des Deutschen Sparkassen- und Giroverbandes e.V. sowie des Bundesverbandes öffentlicher Banken Deutschlands e.V. an. Bis Ende 2019 war Rüdiger unter anderem auch in folgenden Gremien tätig: Mitglied und Vorsitzender des Börsenrates der Frankfurter Wertpapierbörse, Mitglied des Börsenrats der Eurex, Mitglied der Börsensachverständigenkommission des Bundesministeriums für Finanzen, Mitglied des Präsidiums des Center for Financial Studies sowie des Vorstands des Deutschen Aktieninstituts.